# Velîka Hlușa, Liubeșiv
Velîka Hlușa (în ucraineană Велика Глуша) este localitatea de reședință a comunei Velîka Hlușa din raionul Liubeșiv, regiunea Volînia, Ucraina.

## Demografie
Componența lingvistică a localității Velîka Hlușa
     Ucraineană (99,57%)
     Alte limbi (0,42%)
Conform recensământului din 2001, majoritatea populației localității Velîka Hlușa era vorbitoare de ucraineană (99,57%), existând în minoritate și vorbitori de alte limbi.